# Programmer and Operator Productivity Aid
Programmer and Operator Productivity Aid (POP, Ayuda a la productividad del programador y del operador) es un paquete de aplicación escrito originalmente para el IBM System/34, que se hizo mucho más popular y funcional en el IBM System/36 y universal en el Advanced/36.
POP comprende cuatro herramientas principales:
- FILE, que proporciona fácil acceso a los archivos del disco;
- LIBR, que brinda fácil acceso a bibliotecas y componentes de bibliotecas;
- DISKETTE, que proporciona fácil acceso a los archivos de disquete;
- FSEDIT, que es un editor de texto de pantalla completa al estilo de los editores de texto System/38 e IBM i.

POP no tiene una función para carpetas. El procedimiento Office/36 TEXTFLDR es adecuado para esta función.
Los programas POP utilizan una interfaz de apuntar y disparar. Se muestran muchos objetos y a la izquierda de cada objeto hay un campo de entrada. El operador interactúa moviendo el cursor al objeto deseado y marcándolo escribiendo una letra o número que representa un comando o función.